# كلية قبرص للفنون
كلية قبرص للفنون (بالإنجليزية: Cyprus College of Art)‏ هي مجموعة استوديو للفنانين، تقع في قرية ليمبا على الساحل الغربي لقبرص. تأسست في عام 1969 من قبل الفنان ستاس باراسكوس. المدير الحالي هو الفنانة مارجريت باراسكوس ومقرها قبرص.

## التاريخ
تأسست كلية قبرص للفنون في عام 1969 من قبل الرسام القبرصي ستاس باراسكوس، وهي واحدة من أقدم المؤسسات الفنية في جزيرة قبرص المتوسطية. في الماضي تم إيواءها في مواقع مختلفة. بدأت حياتها في مدينة فاماغوستا على الساحل الشرقي لقبرص في عام 1969، ولكن بعد حملة قام بها أصحاب الفنادق المحليون ضد وجود فنانين فقراء وطلاب فنون في مدينة تركز بشكل متزايد على السياحة الجماعية، انتقلت الكلية لفترة وجيزة إلى لارنكا في عام 1972 ثم إلى كاتو بافوس عام 1973.
مع وصول صناعة السياحة الجماعية إلى كاتو بافوس في أوائل الثمانينيات، طلبت السلطات المحلية هناك من الكلية الانتقال واستقرت في موقعها الحالي في قرية ليمبا في عام 1985. في عام 2002 حصلت الكلية على مباني في مدينة ليماسول ، تشغيل جنبا إلى جنب مع الاستوديوهات في Lempa ، وانتقلت عملية ليماسول إلى لارنكا في عام 2007، لتصبح معهد كورنارو. تم فصل هذا عن كلية قبرص للفنون في عام 2014، وهي تعمل الآن كمنظمة مستقلة.
لم يكن الهدف الأصلي للكلية القبرصية للفنون هو تقديم دورات رسمية، ولكن إتاحة الفرصة للفنانين وطلاب الفنون من مختلف البلدان لقضاء فترة من الوقت في صنع الفن في قبرص. ومع ذلك، في أوائل السبعينيات، خططت الكلية لإطلاق أول برنامج للفنون الجميلة للدراسات العليا في قبرص، لكن هذا تأخر بسبب الغزو التركي في عام 1974، ولم يبدأ حتى عام 1978. مع إنشاء هذا البرنامج، كلية قبرص للفنون أصبحت أول مدرسة فنية حقيقية تقدم في برامج التعليم العالي، في جزيرة قبرص.
في عام 1985 انضم ستاس بارسكوس إلى ابنته مارغريت باراسكوس، التي تدير الكلية. مع اقتناء مباني إضافية في ليماسول في عام 2002، أطلقت الكلية العديد من برامج الفنون الجميلة الجامعية. وشمل ذلك الدورات التأسيسية وتعليم الكبار والدرجات العلمية في الرسم والنحت والتصوير والطباعة. اتبعت جميع البرامج التي تدرس في الكلية تقريبًا نموذج تعليم الفن البريطاني، وتم التحقق من صحة العديد منها في المملكة المتحدة، على الرغم من أن هذه السلطات لم تقبلها السلطات الحكومية القبرصية. في عام 2007 تم إغلاق موقع ليماسول للكلية، ونقل التدريس إلى مبنى جديد في لارنكا أصبح يعرف باسم معهد كورنارو، سميت باسم ملكة البندقية الأخيرة في قبرص كاترينا كورنارو. من هذا الوقت ركز الموقع في ليمبا على برامج الدراسات العليا، وهذا في لارنكا على برامج التأسيس والجامعة. تم استخدام كلا الموقعين أيضًا لإيواء فنانين زائرين من جميع أنحاء العالم.
بعد وفاة ستاس بارسكوس في عام 2014، توقفت كلية الفنون القبرصية عن تقديم دورات تعليمية رسمية وتم إلغاء تسجيلها ككلية تعليم مع وزارة التعليم والثقافة القبرصية. تم فصل معهد كورنارو في لارنكا عن الكلية وأصبح مؤسسة مستقلة، وأصبحت الكلية في لمبا استوديو ومركز إقامة للفنانين وطلاب الفن من جميع أنحاء العالم.